# 库茨莱本
库茨莱本是德国图林根州的一个市镇。总面积18.34平方公里，总人口632人，其中男性325人，女性307人（2011年12月31日），人口密度34人/平方公里。